# منهاج‌الطلب
مِنهاج‌الطَلَب یکی از کهن‌ترین کتاب‌ها در دستور زبان فارسی است. این کتاب در سال ۱۰۷۰ هجری قمری، برابر با ۱۶۶۰ میلادی، توسط فردی چینی به نام محمد بن حکیم زینیمی شندونی چینی و در کشور چین نوشته شده‌است.
این کتاب را نخستین پژوهش علمی در مورد دستور زبان فارسی در جهان به‌شمار می‌آورند و سطح تدریس زبان فارسی را در چین در آن زمان را نشان می‌دهد.
محمد زینیمی (۱۶۱۰–۱۶۷۰ میلادی)، نویسنده کتاب، که در زبان چینی به چانگ زی‌مای معروف است از اهالی شاندونگ (شندون) و آخوند مشهور اسلامی چین در زمان‌های مینگ و چینگ و بنیان‌گذار مکتب شاندونگ آموزش مسجدی چین بود.
آموزش زبان فارسی در چین از زمان یوان آغاز شد. در دوره‌های یوان و مینگ، نهاد آموزش زبان فارسی دولتی در چین تأسیس شده بود. از اواخر زمان مینگ آموزش مسجدی مردمی در چین رواج یافت و مدارس وابسته به مساجد به آموزش زبان عربی و فارسی پرداختند.
برای تأمین نیازهای شاگردان زبان فارسی، شیخ چانگ زی‌مای کتاب دستور زبان فارسی منهاج را تألیف کرد.
در آموزش مسجدی چین ۱۳ کتاب درسی به‌کار می‌رفت که شش کتاب به زبان فارسی بود. کتب فارسی عبارت بودند از: هوای و منهاج‌الطلب، خطاب، گلستان، اربعون. مرصادالعباد و اشعه‌الامعات.
چانگ زی مای در مقدمه این کتاب نوشته‌است: بعضی از شاگردانم از من درخواست می‌کردند آنچه را که تدریس کرده بودم بنویسم. من تقاضای آن‌ها را برآورده ساخته و کتاب دستور زبان فارسی را نوشتم. سپس عده‌ای از دوستانم بازهم از من تقاضا کردند در زمینه ترکیب جمله‌ها پژوهش کنم. من پیشنهاد آن‌ها را قبول کردم و سعی می‌کنم این کتاب را به خوبی بنویسم…
محمدجواد شریعت از پژوهشگران ایرانی، در ۱۹۷۸ در مسجد دونگ سه (دوشی) پکن سه نسخه کتاب منهاج‌الطلب را کشف کرد. از این‌که از این کتاب سه نسخه در یکی از کتابخانه‌های یکی از شهرهای چین یافته شده‌است می‌توان فهمید که این کتاب کتابی درسی بوده‌است.
تاریخ کتاب نسخه «۲» که درست‌ترین و کاملترین نسخ سه‌گانه است در پایان آن چنین نوشته شده‌است: «روز جمعه ما اعظم رجب معظم سال هزار و هفتادم از هجرت نبویه.»
نسخه‌هایی چند از این کتاب در کتابخانه‌های دیگر چین نیز دیده شده‌است از جمله در کتابخانهٔ دانشگاه بخش زبان‌های خاوری (دو نسخه) و در کتابخانهٔ انجمن اسلامی پکن (چهار نسخه).

## درون‌مایه کتاب
کتاب منهاج‌الطلب به دو بخش تقسیم می‌شود: در بخش یکم به توضیح و دسته‌بندی افعال و قواعد دستوری مرتبط به آن‌ها پرداخته و در بخش دوم واژه‌های زبان فارسی را به سه دسته: اسم، فعل و کلمات دستوری-که معنی مشخص نداشته‌اند-تقسیم و جداگانه به تشریح آن‌ها پرداخته‌است.

### بخش یکم
بخش اول که در نسخه دوم، ۲۵ صفحه است شامل صرف افعال بیقاعده، مصدر، فعل ماضی و لواحق وی، فعل مستقبل و حق او و نفی، فعل امر و نهی، اسم فاعل و مفعول، و صفات است.
آغاز این قسمت چنین است: بسم الله الرحمن الرحیم، بنام خدای بخشایندهٔ مهربان، بدان الهمک الله که سخنهاء بارسی بر سه گونه است:اسم همچو مرد و اسب و فعل همچو زد و کشت و حرف همچو در…
و این‌گونه خاتمه می‌پذیرد:..... و اگر بایابی باسم جنس در آری هم صفت شود همچو با جمال و بی‌جمال و اگر خواهی که مصدر را صفت کنی یا، نسبی بوی الحاق کنی همچو آمدنی و رسیدنی، و الله اعلم تمام شد و الحمد لله رب العالمین.

### بخش دوم
بخش دوم که در نسخهٔ «آ» ۱۱۹ صفحه‌است شامل مقدمه و چند باب است به این ترتیب: باب الاسماء (شامل فصول: مبتدا و خبر، فاعل، متعلقات فعل، مضاف و مضاف الیه، توابع، اسم جنس و اسم صفت، معرفه و نکره، جمع، انواع اسم)، باب الافعال باب الحروف و یک خاتمه.
در کتاب اول کلمات فارسی را مانند عربی به سه قسمت (اسم و فعل و حرف) تقسیم کرده‌است.
افعال زبان فارسی را از نظر مقایسهٔ ماضی با مضارع به چهار دسته تقسیم کرده‌است:اول آن‌که شمارهٔ حرفها یکی است (البته از نظر رسم‌الخط فارسی) ولی از نظر قرائت اختلاف دارد مانند:خورد و خورد. دوم آنکه یکی تعداد حروفش بیش از دیگری باشد مانند:آفرید و آفریند. سوم این‌که مضارع کمتر از ماضی حرف داشته باشد مانند: پرستید و پرستد. چهارم این‌که اختلاف ماضی و مضارع به تبدیل باشد مثل:افراخت و افرازد.
سپس متعدی کردن فعل لازم را بیان می‌کند، آنگاه فصل مصدر می‌آید و در ذیل این فصل مصدر، مصدر مرخم و اسم مصدر و حاصل مصدر و صفت نسبی که از مصدر (بوسیلهٔ یاء لیاقت)ساخته می‌شود، بیان می‌گردد. سپس فصل فعل ماضی معلوم و مجهول و منفی آن‌ها را (که حجد می‌نامد) می‌آورد. آنگاه فعل مستقبل (که در حقیقت فعل مضارع است) معلوم و مجهول و منفی آن را بیان می‌کند. سپس فصل فعل امر و نهی را بیان می‌کند و آن را همچون اعراب به دو قسم حاضر و غایب تقسیم می‌کند (زن و زنیت) امر حاضر (زندا و زنندا) امر غایب و می‌گوید که اگر قبل از فعل امر حاضر لفظ «گو» آمده باشد آنرا امر غایب گویند مثل «گوبزن» و فعل نهی را باًم"می‌سازد (مزن، مزندا و گومزن).
آنگاه اسم فاعل و اسم مفعول را بیان می‌کند، اسم فاعل را به مستقبل و مرکب تقسیم می‌کند، مستقبل مانند زننده، مرکب مانند روزه‌دار، همچنین کردگار و آفریدگار را اسم فاعل با معنی مبالغه می‌داند. اسم مفعول را هم بر دو گونه می‌داند یکی مانند زده و کشته و دیگری مانند کردار(؟)و گرفتار و می‌گوید اگر فصل لازم باشد معنی اسم فاعل و مفعول برابر باشد و لکن هر نوعی از زمان خود جدا نشود همچو رونده و رفته و گذرنده و گذشته.
سپس فصل صفات می‌آید و بر سه گونه تقسیم می‌شود:مشتق و موضوع و مرکب. مشتق مانند روان و گویا و موضوع مانند نیک‌وبد و مرکب مانند نیک خوی و ماه روی و حلقه بگوش. سپس طرز بنای اسم از صفت بیان می‌شود، مانند گویایی و نیک خوبی. آنگاه طرز بنای صفت از اسم گفته می‌شود مانند خردمند و شرمسار و سرور و توانگر و پرهیزگار و خشمناک و اندوهگین و مهربان و نازنین و با جمال و بی جمال و آمدنی و رسیدنی.
باب الاسماء شروع می‌شود. در این باب کلمات را به سه قسم تقسیم می‌کند، اسم و فعل و حرف و دربارهٔ اسم می‌گوید: اسم آنست که بر معنی که در خود بود دلالت کند و او را بوضع زمانی نبود. خاصهٔ وی آنست که شاید که مبتدا و خبر و فاعل و مفعول و مانند وی و مضاف و مضاف الیه با حرف یا بی حرف باشد. پس از آن فصل مبتدا و خبر می‌آید، در این فصل می‌گوید (است، اند، ام، ایم، ای، آیت یا اید) که آنها را حروف معهوده می‌نامد باید با مبتدا مناسبت داشته باشد و می‌گوید که این حروف معهوده به خبر ملحق می‌شود و سپس حالات استثنا را شرح می‌دهد. سپس حالات حذف مبتدا و خبر را بیان می‌کند، آنگاه به فصل فاعل می‌رسد که در آن نکات جالبی وجود دارد مثل این‌که می‌گوید «در غایبی بی نشانی را دلیل دارند همچو زد». آنگاه راجع به حذف در این قسمت بحث می‌شود، سپس فصل متعلقات فعل می‌آید، در اینجا متعلقات فعل به دو نوع تقسیم می‌شود: بی حرف مانند مفعول و مصدر و ظرف و حال، و با حرف مانند مفعول له و تمییز و مستثنی و جز این. سپس دربارهٔ هریک از اینها بحث می‌کند. مثلاً دربارهٔ مفعول، جای آن را و آوردن آن را بدون"راًو با آن بحث می‌کند. در بارهٔ مصدر هم همان مفعول مطلق عربی را می‌آورد و بحث می‌کند مانند:زید را بزدم زدنی، و مقصودش از ظرف همان قید است و مقصودش از حال همان قید حالت؛ و کلیهٔ حالات مفعول بواسطه (یا متمم) را مفعول له با تمییز یا مستثنی می‌گوید (بعلت این‌که این دستور زبان بر طبق موازین صرف و نحو عربی نوشته شده‌است).
سپس فصل مضاف و مضاف الیه می‌آید، در این فصل می‌گوید مضاف الیه بر دو نوع است با حرف (مانند فلان مرا خادم است) و بی حرف مانند خانهٔ زید.
آنگاه فصل توابع می‌آید که عبارتست از نعمت و معطوف و تأکید و بدل و عطف بیان. سپس فصل اسم جنس و اسم صفت می‌آید که همان اسم (ذات و معنی) و صفت (انواع آن) باشد. در این قسمت بیشتر انواع صفت نشان داده می‌شود. آنگاه فصل معرفه و نکره می‌آید که آن را به تفصیل بیان کرده‌است. سپس فصل جمع و آنگاه فصل انواع اسم که در ذیل آن ادوات استفهام و مبهمات و اسماء افعال و غیراز آن شرح داده می‌شود، و در اینجا باب الاسماء پایان می‌پذیرد و باب الافعال شروع می‌شود و در این قسمت اقسام افعال شرح داده می‌شود. سپس باب الحروف می‌آید که در ذیل آن اقسام حروف بیان می‌شود، اعم‌از حرف اضافه و ربط و پیشوند و پسوند و گاهی قیود و پس از آن خاتمهٔ کتاب می‌آید که خود دربارهٔ تفاوت زبانهای عربی و فارسی است و در اینجا از اقسام پسوند و پیشوند نیز بحث می‌شود.